# Acromantis nicobarica
Acromantis nicobarica (лат.) — вид богомолов рода Acromantis из семейства Hymenopodidae (Acromantinae). Встречаются в юго-восточной Азии: Индия.

## Описание
Мелкие богомолы (2—3 см). Лобный склерит самца поперечный, диск с двумя небольшими бугорками у нижнего края. Глаза округлые. Вертекс с почти прямым верхним краем и четырьмя бороздками; бугорок над оцеллиями отсутствует, но с заметной поперечной бороздкой. Пронотум узкий, длиннее передних тазиков, надкоксальное расширение овальное, боковые границы с очень маленькими темно-коричневыми бугорками. На передних лапках тазики с 5—6 маленькими шипами и очень немногими шипиками; верхний край бёдер круглый, без горба, более длинные внутренние шипы и дисковидные шипы коричневатые у оснований и чёрные только на кончиках. Средние и задние бёдра чёрные у преапикальных лопастей, остальные части темно-коричневые.